# Мальмгрен, Ярл Эдвард
Ярл Эдвард Мальмгрен (фин. Jarl Edvard Malmgren; 12 сентября 1908, Карьяа, Нюландская губерния — 5 июня 1942, Погост, Медвежьегорский район) — финский футболист и хоккеист с мячом.

## Биография
Играл на позиции полузащитника. Мальмгрен провёл 8 сезонов в высшем финском дивизионе «Местараусарья» за футбольный клуб «ИФК Хельсинки» и 31 раз играл за сборную Финляндии по футболу. Был капитаном сборной Финляндии на летних Олимпийских играх 1936 года в Берлине.
Выступая в клубе «ХИФК» стал четырёхкратным чемпионом Финляндии (1930, 1931, 1933, 1937).
Играя в хоккей с мячом, Мальмгрен, в составе команды выигрывал чемпионат Финляндии в 1934, 1935 и 1938 годах.
Лейтенантом участвовал во Второй мировой войне. Погиб на Восточном фронте в Карело-Финской ССР.
Похоронен в Хельсинки на кладбище Хиетаниеми.